# 千户制
千户制，又称为敏罕，是古代蒙古族军政合一的社会组织形式。
千户制源于鮮卑族在游牧時代的兵制，在中原地區轉換成府兵制及衛所制，亦形成女真人的猛安谋克制度，及成吉思汗的蒙古族所沿袭，改变了原先蒙古各氏族部落杂居的状况。该制度在1204年攻打乃蛮部之前便已实行。1206年蒙古帝国成立后，成吉思汗将蒙古编为九十五个千户，任命八十八位开国功臣为千户那颜（即千户长），由他们统领千户，并由其子孙世袭。千户之上还设有万户，其下则有百户、十户。
元代又将万户、千户分别分为上、中、下三等，百户分为二等，并分别设有万户府、千户所、百户所。千户所按所辖军士多少划分，七百人以上为上千户所，五百人至七百人为中千户所，三百至五百人则为下千户所。每一千户所还设有达鲁花赤一人。